# Colin Castleton
Colin Reed Castleton (Pembroke Pines, Florida, 25 de mayo de 2000) es un baloncestista estadounidense que se encuentra sin equipo. Con 2,08 metros de estatura, juega en la posición de ala-pívot.

## Trayectoria deportiva

### Universidad
Jugó dos temporadas con los Wolverines de la Universidad de Michigan, donde apenas dispuso de minutos de juego, en las que promedió 2,3 puntos y 1,8 rebotes por partido.
En 2020 entró en el portal de transferencias, y fue finalmente transferido a los Gators de la Universidad de Florida. Allí dispuso de más minutos, y disputó tres temporadas más, en las que promedió 14,9 puntos, 7,8 rebotes y 2,5 tapones por partido, liderando su conferencia en este apartado en su última temporada, con 3. Fue incluido por los entrenadores en el segundo mejor quinteto de la Southeastern Conference en 2021 y 2022, y en el mejor quinteto en 2023.

#### Estadísticas
| Año     | Equipo   | PJ  | PT | MPP  | %TC  | %3P  | %TL  | RPP | APP | ROB | TPP | PPP  |
| ------- | -------- | --- | -- | ---- | ---- | ---- | ---- | --- | --- | --- | --- | ---- |
| 2018–19 | Michigan | 19  | 0  | 3.5  | .409 | .000 | .333 | 1.1 | .1  | .1  | .2  | 1.1  |
| 2019–20 | Michigan | 25  | 0  | 7.9  | .540 | .000 | .828 | 2.4 | .3  | .1  | .5  | 3.1  |
| 2020–21 | Florida  | 24  | 21 | 25.7 | .597 | .000 | .781 | 6.4 | 1.1 | .5  | 2.3 | 12.4 |
| 2021–22 | Florida  | 28  | 28 | 30.7 | .546 | .000 | .703 | 9.0 | 1.5 | .9  | 2.2 | 16.2 |
| 2022–23 | Florida  | 26  | 26 | 31.2 | .500 | .133 | .729 | 7.7 | 2.7 | .9  | 3.0 | 16.0 |
| Total   | Total    | 122 | 75 | 20.9 | .537 | .063 | .730 | 5.6 | 1.2 | .5  | 1.7 | 10.4 |

### Profesional
Tras no ser elegido en el Draft de la NBA de 2023, el 3 de julio firmó contrato dual con Los Angeles Lakers y su filial de la G League, los South Bay Lakers. Debutó en la NBA el 4 de noviembre ante Orlando Magic anotando 2 puntos, pero la mayor parte de la temporada la pasó con el filial, disputando únicamente 16 encuentros con el primer equipo.
A finales de febrero de 2024, sufrió una fractura de cadera que le mantuvo alejado de las pistas varias semanas. El 6 de julio de 2024 renovó su contrao dual con los Lakers, pero fue cortado el 19 de octubre antes del inicio de la temporada. La semana siguiente, el 27 de octubre, firma con los Long Island Nets de la G League, pero el 30 de octubre consigue un contrato dual con Memphis Grizzlies. Fue despedido el 10 de enero de 2025. Cuatro días más tarde fichó por los Osceola Magic.
El 5 de marzo de 2025 firmó un contrato de diez días con los Toronto Raptors. A pesar de que inicialmente fue asignado al filial de la G League, los Raptors 905, debutó con el primer equipo, renovó por otros 10 días y fue titular. Tras finalizar contrato el 26 de marzo, se convirtió en agente libre.
El 3 de abril de 2025 firmó un contrato de diez días con los Philadelphia 76ers, debutando esa misma noche. Al término del mismo, firmó un nuevo contrato de diez días, de vuelta en Toronto Raptors.

## Estadísticas de su carrera en la NBA

### Temporada regular
| Año     | Equipo       | PJ | PT | MPP  | %TC  | %3P  | %TL   | RPP | APP | ROB | TPP | PPP |
| ------- | ------------ | -- | -- | ---- | ---- | ---- | ----- | --- | --- | --- | --- | --- |
| 2023-24 | L.A. Lakers  | 16 | 0  | 3.7  | .563 | —    | 1.000 | .8  | .2  | .1  | .0  | 1.5 |
| 2024-25 | Memphis      | 10 | 0  | 4.6  | .200 | .000 | .909  | .9  | .0  | .1  | .1  | 1.4 |
| 2024-25 | Toronto      | 11 | 4  | 26.2 | .500 | .250 | .722  | 6.9 | 1.6 | .5  | .7  | 7.2 |
| 2024-25 | Philadelphia | 5  | 0  | 19.6 | .500 | .000 | .667  | 7.4 | 2.0 | .2  | .2  | 6.0 |
| Total   | Total        | 42 | 4  | 11.7 | .482 | .125 | .795  | 3.2 | .7  | .2  | .2  | 3.5 |